# Дато Квірквелія
Дави́д (Дато) Квірквелія (груз. დავით კვირკველია, нар. 27 червня 1980, Ланчхуті) — грузинський футболіст, лівий фланговий захисник. Виступав за національну збірну Грузії. По завершенні ігрової кар'єри — тренер.

## Клубна кар'єра
У дорослому футболі дебютував 1999 року виступами за команду клубу «Колхеті-1913», в якій провів три сезони, взявши участь у 61 матчі чемпіонату. Більшість часу, проведеного у складі «Колхеті», був основним гравцем команди.
Своєю грою за цю команду привернув увагу представників тренерського штабу клубу «Динамо» (Тбілісі), до складу якого приєднався 2002 року. Відіграв за тбіліських динамівців наступні два сезони своєї ігрової кар'єри. Граючи у складі тбіліського «Динамо» також здебільшого виходив на поле в основному складі команди.
Згодом з 2005 по 2007 рік грав у складі команд російського клубу «Аланія» та українського «Металург» (Запоріжжя).
2008 року уклав контракт з клубом «Рубін», у складі якого провів наступні два сезони своєї кар'єри гравця. Тренерським штабом нового клубу також розглядався як гравець «основи».
У 2010 році на умовах оренди захищав кольори команди клубу «Анжі». З 2011 року один сезон відіграв за команду грецького «Паніоніоса».
До складу клубу «Анортосіс» приєднався на початку 2012 року. До кінця сезону встиг відіграти за кіпрську команду 11 матчів в національному чемпіонаті і забити 2 голи. Після цього повернувся на батьківщину, де по сезону провів у клубах «Діла», «Динамо» (Тбілісі) та «Самтредія».
Влітку 2015 року знову став гравцем «Діли», а у 2016—2017 роках грав за «Динамо» (Батумі). Завершив ігрову кар'єру 2018 року у клубі «Руставі».

## Виступи за збірну
2003 року дебютував в офіційних матчах у складі національної збірної Грузії. Всього провів у формі головної команди країни 59 матчів.

## Тренерська кар'єра
На початку 2022 році увійшов до тренерського штабу клубу «Колхеті-1913», а з літа того ж року став головним тренером клубу. На посаді залишався до квітні 2024 року.

## Досягнення
«Динамо» (Тбілісі)
- Чемпіон Грузії (2): 2002-03, 2013-14
- Володар Кубку Грузії (3): 2002-03, 2003-04, 2013-14

«Металург» (Запоріжжя)
- Фіналіст Кубку України 2005-06

«Рубін»
- Чемпіон Росії (2): 2008, 2009
- Фіналіст Кубку Росії: 2008-09